# تاج شهبانو
تاج شهبانو، تاجی است که فقط توسط شهبانو، فرح پهلوی، استفاده می‌شد. این تاج جز جواهرات ملی ایران محسوب می‌شود و هم‌اکنون در موزه جواهرات ملی ایران در تهران نگهداری و به نمایش گذاشته می‌شود.

## پیش‌زمینه

فرح پهلوی با تاج

در ادامه اصلاح سیاست‌های حقوق زنان در طی برنامه ای موسوم به انقلاب سفید، شاه تصمیم گرفت تا با تاج‌گذاری همسرش فرح،در مراسم جشن تاج‌گذاری خود در ۴ آبان ۱۳۴۶، حرکتی نمادین انجام دهد. تا آن زمان همسران شاهان ایرانی، هیچ‌گاه تاج‌گذاری نکرده بودند و به همین دلیل لازم بود تا تاجی برای این منظور طراحی و تهیه شود. مسئولیت این کار با جواهرسازان فرانسوی ون کلیف آرپلز بود.
براساس سنت تاریخی برای ساخت تاج از سنگ‌های قیمتی و جواهرات موجود در خزانه سلطنتی استفاده شد. با توجه به این که خارج کردن جواهرات سلطنتی از ایران ممنوع بود، فن کلیف آرپلز مجبور شد تا گروهی از جواهرسازان خود را برای ساخت تاج به تهران بفرستد. فرایند ساخت تاج شش ماه طول کشید و سرانجام در مراسم تاجگذاری مورد استفاده قرار گرفت.

## ویژگی‌های تاج
وزن تاج ۱۴۸۰/۹۰ گرم است. تاج بر بستر طلای سفید و یک کلاه مخمل سبز یشمی با ۳۶ زمرد، ۳۴ یاقوت، ۱۰۵ مروارید، ۱۴۶۹ الماس  و با یک زمرد شش‌ضلعی ۱۵۰ قیراطی در مرکز تاج تزئین شده‌است.
دو قطعه اسپینل حدود ۸۳ قیراط و بزرگترین مروارید حدود ۲۲ میلی‌متر طول دارد. فرح پهلوی در کتاب خاطرات خود این تاج را بسیار زیبا و در عین حال سنگین توصیف می‌کند، وزن تاج نزدیک به دو کیلوگرم است.

## ادعای خروج تاج از ایران
علی بهادری جهرمی سخنگوی دولت سیزدهم روز ۲۶ دی ۱۴۰۱ با انتشار یک توییت در حساب شخصی خود ادعا کرد: محمدرضا پهلوی و فرح پهلوی هنگام آخرین خروج خود از ایران، تاج پهلوی و تاج شهبانو را هم همراه با مقدار زیادی ارز و جواهرات دیگر با خود به خارج برده‌اند.
فرح پهلوی در گفتگو با رادیو فردا این ادعا را نادرست خواند. بعد از حدود یک هفته از اظهارت جهرمی، عزت‌الله ضرغامی، وزیر میراث فرهنگی، گردشگری و صنایع دستی نیز با انتشار تصاویری تأیید کرد که این دو تاج هنوز در موزه جواهرات ملی ایران هستند.